# Johnny Thomson
Johnny Thomson (Lowell, Massachusetts, 9 april 1922 – Allentown, Pennsylvania, 24 september 1960) was een Amerikaans autocoureur. Hij nam tussen 1953 en 1960 8 maal deel aan de Indianapolis 500. Hierin scoorde hij 1 pole position, 1 snelste ronde, 1 podium en 10 punten voor het wereldkampioenschap Formule 1. Hij overleed bij een sprint car-crash op Great Allentown Fair.